# بخش واشینگتن (شهرستان کلمبیانا، اوهایو)
بخش واشینگتن (به انگلیسی: Washington Township) یک منطقهٔ مسکونی در ایالات متحده آمریکا است که در شهرستان کلمبیانا، اوهایو واقع شده‌است.
 بخش واشینگتن ۵۷٫۸ کیلومتر مربع مساحت و ۲٬۲۶۴ نفر جمعیت دارد و ۲۷۰ متر بالاتر از سطح دریا واقع شده‌است.